# Ana Reverte
Ana Zamora Martín (Los Corrales, provincia de Sevilla, 26 de mayo de 1951), conocida artísticamente como Ana Reverte es una cantante española de canciones aflamencadas y románticas, además de cantaora de flamenco y pintora. Es especialista en los cantes flamencos de ida y vuelta.

## Trayectoria artística
Se inicia en el cante en Cataluña, donde vivió desde muy joven aunque posteriormente cambió su residencia habitual a Sevilla. En sus inicios artísticos cantó en peñas flamencas de Sabadell y Barcelona, apreciada especialmente en cantes de ida y vuelta como la colombiana, aunque en su discografía ha grabado un amplio abanico de palos flamencos. Participó en la IV Bienal de Flamenco de Sevilla.
En el mundo de la canción ha cantado también baladas, boleros, y entre otros autores ha cantado temas de Alejandro Abad, Mari Trini, Amado Jaén, Salvatore Adamo, Nicola di Bari, Julio Iglesias e incluso de Jacques Brel —Ne me quitte pas, en versión española No me dejes— o de Marina Rossell —La gavina—, además de haber grabado muchos temas de su autoría y otros de origen popular. En 1993 ganó el primer premio del Festival de la OTI representando a España en la ciudad de Valencia con el tema Enamorarse, compuesto por Alejandro Abad.
Tuvo que apartarse de la música durante varios años debido a un problema de salud, volviendo en 2016 con el álbum "A solas contigo". En 2018 recibió el Premio Radiolé concedido por la cadena del Grupo Prisa.
Desde hace un tiempo compagina  la música con la pintura con algunas exposiciones itinerantes.

## Discografía
- El cante de Ana Reverte (1980)
- Caballo blanco (1985)
- Locura de amor (1.986)
- Amiga amante (1.986
- Confidencias (1.987)
- Fandangos Vol. 1
- Fandangos VOl. 2
- De ida y vuelta (1990)
- Tangos y bulerías (1990)
- A Yerbabuena
- Los éxitos (1990)
- Amantes
- En mil pedazos
- Niño campesino
- Cantes inéditos
- Al Guru Guru. Ana Reverte con Los Chunguitos.
- Las mejores colombianas de Ana Reverte
- Nubes de otoño
- Amor de mujer (1992)
- El flamenco como yo lo siento
- Volveré (1988)
- Cante antiguo I (1985)
- Cante antiguo II (1986)
- Sevillanas corraleras. Ana Reverte y el Coro del Buensuceso.
- Colombianas de oro 1
- Colombianas de oro 2
- Villancicos 1
- Villancicos 2
- Enamorarse
- Empiezo a despertar
- Los primeros éxitos de Ana Reverte
- Luz de primavera
- A mi manera
- Ay!, el corazón
- 5 somos 5. Ana Reverte y Hermanos.
- Por colombianas
- Rocío mañanero
- A solas contigo
- Poemas para mi música (CD de poemas)
- Sencillo - Himno a Santiago
- Repican las campanas (Sevillana)